# Oyedaea
Oyedaea é um género botânico pertencente à família Asteraceae.